# Les Années 1992–1995
Albums de Les Colocs
Dehors Novembre
(1998) Suite 2116
(2001)
Les Années 1992–1995 est un album du groupe québécois Les Colocs paru le 28 avril 2001, environ un an après la mort du parolier et chanteur Dédé Fortin. Il s'agit d'une compilation regroupant des morceaux tirés des albums Les Colocs et Atrocetomique.
Les critiques applaudissent la réédition de classiques et le livret enrichi, mais dénoncent l'absence de considérations éthiques ou de dignité derrière le coup de marketing.

## Contexte
L'album est lancé par la multinationale BMG près d'un an après la mort de Dédé Fortin, parolier et chanteur du groupe,. Les relations entre l'étiquette et Fortin de son vivant étaient conflictuelles, notamment en raison de problèmes de production de spectacles et des redevances minimales versées au groupe malgré des centaines de milliers d'albums vendus. Les Colocs avaient d'ailleurs quitté la maison de disque avec fracas,.
Mike Sawatzky et André Vanderbiest, les deux membres survivants du groupe, ainsi que Raymond Paquin, imprésario et producteur du groupe, dénoncent l'opportunisme du label BMG. Sawatzky tente de bloquer les projets de BMG, sans succès. L'étiquette de disque se défend en invoquant les discussions avec Musicomptoir, le label de Paquin, et Les Colocs concernant une éventuelle parution groupée de la compilation et d'un disque posthume. BMG approche également d'ex-membres comme Mononc' Serge et Jimmy Bourgoing afin de recueillir des anecdotes concernant le processus de création. Le label recueille également pour le livret de l'album des citations et des extraits de journaux, parfois sans autorisation.

## Parution et accueil
L'album est lancé le 28 avril 2001, soit près d'un an jour pour jour après le suicide de Dédé Fortin. La major publie l'album seulement quelques mois avant la parution par le label indépendant Musicomptoir de l'album Suite 2116, une production posthume réalisée par le guitariste de la formation, Mike Sawatzky,.
Jean-Christophe Laurence dans La Presse et Patrick Marsolais dans le Voir dénoncent le manque d'éthique et de dignité de BMG, soulignant que la parution de cette compilation jette de l'huile sur le feu en ce qui concerne les querelles légales, artistiques et monétaires entre Les Colocs et leur ancienne maison de disque,.
Sylvain Cormier dans Le Devoir soutient que la compilation est « parfaitement superflue », puisqu'elle n'offre pas de nouveau matériel. Marsolais abonde dans le même sens : « un gros total de zéro surprise, puisqu’on n’y retrouve pas la moindre trace d’une inédite, ni la présence d’une version alternative, pas plus qu’un obscur cover ». Il dénonce le coup de marketing du label, qui tire profit d'une situation légale, mais questionnable sur le plan humain.
Laurence apprécie le « travail bien fait » quant à l'objet physique ; le livret inclut « détails, témoignages, anecdotes, paroles des chansons et photos à la clé », et le disque comprend une section multimédia permettant de visionner les vidéoclips de « Julie », « Rue Principale » et « Passe-moé la puck ».
Les Années 1992–1995 atteint la 13e position au palmarès de l'ADISQ et demeure au top 30 pendant 5 semaines. L'album est réédité en 2009, en même temps que Les Colocs et Dehors novembre. Il est réédité de nouveau en 2013, puis en 2014. Les rééditions figurent aussi au top 30 ; au total, l'album y demeure pendant au moins 17 semaines de 2001 à 2015.

## Fiche technique

### Liste des titres
| 1.    | La rue principale             | 3:58 |
| 2.    | Passe-moé la puck             | 3:31 |
| 3.    | Julie                         | 4:11 |
| 4.    | Maudit qu'le monde est beau   | 4:12 |
| 5.    | Je chante comme une casserole | 3:23 |
| 6.    | La traversée                  | 3:15 |
| 7.    | La chanson du scorpion        | 2:52 |
| 8.    | Dédé                          | 2:46 |
| 9.    | Bon Yeu                       | 3:17 |
| 10.   | La p'tite bebite              | 2:46 |
| 11.   | Atrocetomique                 | 5:00 |
| 12.   | on va crever en attendant     | 3:04 |
| 13.   | Ain't Givin'up                | 4:14 |
| 14.   | Séropositif Boogie            | 4:10 |
| 15.   | Mauvais caractère             | 3:54 |
| 16.   | Juste une p'tite nuite        | 3:48 |
| 57:18 |                               |      |